# (15939) Fessenden
(15939) Fessenden (1997 YP8) – planetoida z pasa głównego asteroid okrążająca Słońce w ciągu 5,66 lat w średniej odległości 3,17 j.a. Odkryta 28 grudnia 1997 roku.